# Ренате Гьочъл
Ренате Гьочъл (на немски: Renate Götschl) е австрийска състезателка по ски алпийски дисциплини. Тя е двукратна световна шампионка – в комбинацията (1997) и спускането (1999). Спечелила е общо седем медала от световни първенства, както и два медала от Олимпийските игри през 2002 година – бронзов от спускането и сребърен от комбинацията.

## Кариера
Дебютира през 1993 година в състезание за световната купа. На 14 март 1993 година печели слалома в Лилехамер, Норвегия. Печели световната купа през 2000 година, печели шест пъти малката световна купа в дисциплината спускане (1997, 1999, 2000, 2004, 2005 и 2007), три пъти в дисциплината супер гигантски слалом (2000, 2004 и 2007) и два пъти в дисциплината комбинация (2000 и 2002).
На 28 януари 2007 година тя се качва на подиума за стотен път, след като завършва на второ място в супер-гигантския слалом в Сан Сикарио. Спечелила е 46 състезания от световната купа, като по този показател е на четвърто място при жените, единствено след Анемари Мозер Прьол, Френи Шнайдер и Линдзи Вон. 24 от победите са в спускането, 17 в супер-гигантския слалом, четири в комбинацията и една в слалома. Била е на подиума за Световната купа 110 пъти и 198 пъти е била сред първите десет състезателки.

## Победи за световната купа

### Титли
| Сезон | Дисциплина             |
| ----- | ---------------------- |
| 1997  | Спускане               |
| 1999  | Спускане               |
| 2000  | Overall                |
| 2000  | Супер гигантски слалом |
| 2000  | Комбинация             |
| 2002  | Комбинация             |
| 2004  | Спускане               |
| 2004  | Супер гигантски слалом |
| 2005  | Спускане               |
| 2007  | Спускане               |
| 2007  | Супер гигантски слалом |

### Победи в състезания
| Дата             | Място            |
| 7 декември 1996  | Ваил             |
| 18 януари 1998   | Алтенмаркт       |
| 27 ноември 1998  | Лейк Луис        |
| 28 ноември 1998  | Лейк Луис        |
| 27 февруари 1999 | Оре              |
| 5 март 1999      | Сейнт Мориц      |
| 19 февруари 2000 | Оре              |
| 25 февруари 2000 | Инсбрук          |
| 17 декември 2000 | Сейнт Мориц      |
| 13 януари 2001   | Хаус             |
| 26 януари 2002   | Кортина д'Ампецо |
| 2 февруари 2002  | Оре              |
| 18 януари 2003   | Кортина д'Ампецо |
| 12 март 2003     | Лилехамер        |
| 20 декември 2003 | Сейнт Мориц      |
| 10 януари 2004   | Вейсоназ         |
| 10 март 2004     | Сестриере        |
| 15 януари 2005   | Кортина д'Ампецо |
| 10 март 2005     | Ленцерхайде      |
| 28 януари 2006   | Кортина д'Ампецо |
| 13 януари 2007   | Алтенмаркт       |
| 20 януари 2007   | Кортина д'Ампецо |
| 27 януари 2007   | Сан Сикарио      |
| 14 март 2007     | Ленцерхайде      |

| Дата             | Място            |
| ---------------- | ---------------- |
| 10 януари 1995   | Флахау           |
| 22 януари 1999   | Кортина д'Ампецо |
| 16 януари 2000   | Алтенмаркт       |
| 27 февруари 2000 | Инсбрук          |
| 16 март 2000     | Бормио           |
| 2 декември 2000  | Лейк Луис        |
| 17 януари 2003   | Кортина д'Ампецо |
| 28 февруари 2003 | Инсбрук          |
| 7 декември 2003  | Лейк Луис        |
| 16 януари 2004   | Кортина д'Ампецо |
| 21 февруари 2004 | Оре              |
| 12 януари 2005   | Кортина д'Ампецо |
| 14 януари 2005   | Кортина д'Ампецо |
| 3 декември 2006  | Лейк Луис        |
| 16 декември 2006 | Рейтералм        |
| 26 януари 2007   | Сан Сикарио      |
| 4 март 2007      | Тарвизио         |

| Дата         | Място     |
| ------------ | --------- |
| 14 март 1993 | Лилехамер |

| Дата             | Място              |
| ---------------- | ------------------ |
| 19 декември 1993 | Санкт Антон        |
| 12 февруари 2000 | Санта Катерина     |
| 13 януари 2002   | Заалбах Хинтерглем |
| 3 февруари 2002  | Оре                |